# レオン・ブリー

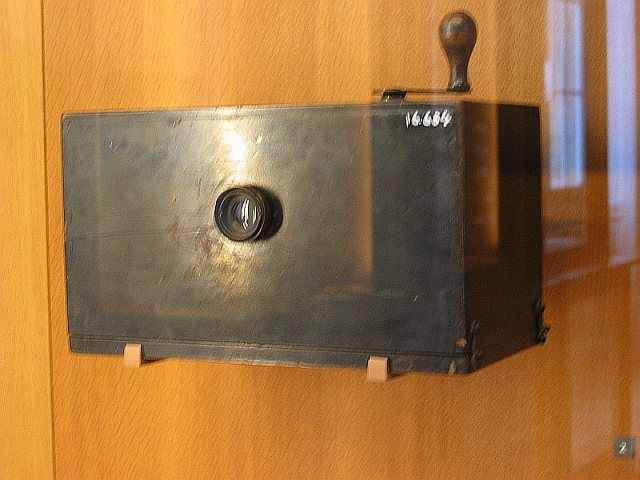
パリ工芸博物館に展示されているレオン・ブリーの「シネマトグラフ」。

トマ・ギヨーム・ブリー（Thomas Guillaume Bouly、1872年 - 1932年）は、フランスの発明家、「シネマトグラフ」という言葉の生みの親。
ブリーについては、連続写真の装置を作成し、「運動の分析と合成のための、逆生可能な、写真術および光学的機器、名付けて『シネマトグラフ・レオン・ブリー』(réversible de photographie et d'optique pour l'analyse et la synthèse des mouvements, dit le “Cynématographe Léon Bouly)」の特許を1892年2月12日に申請したこと以外は、ほとんど何も知られていない。
1893年2月27日には、この機器の名称を変更して、「シネマトグラフ (Cinématographe)」とした。この製品の説明によると、これは理論上は撮影が可能であり、また動きを捉えた写真の投影もできることになっていた。イーストマン製の片面に感光剤を塗布した、パーフォレーション（送り穴）のないフィルムを用い、撮影と動画再生に必要なシャッターと同期した間欠的なコマ送り機構の原理はひと通り組み込まれていた。ヴァンサン・ミラベル (Vincent Mirabel) は、著書『Histoire du cinéma pour les nuls』（2008年初版）の歴史に関する記述の中で、ブリーのこの装置が「実際に作成されたことはなかった」と記したが、これは誤りで、パリ工芸博物館にはこの装置2台が所蔵されている。しかし、それが実際に作動することは証明されておらず、当時の新聞記事にも、もし実際にそのようなことがあれば科学担当の記者が見逃さなかったと思われるような、発明者ブリーによる上映が行われたといった報道は見当たらない。1894年、ブリーはこの特許を維持するのに必要な負担金を支払わなかったため、シネマトグラフの名称は他者も使えることになり、リュミエール兄弟が1895年2月13日に、自分たちの特許をこの名称で登録した。
ジョルジュ・サドゥールの『世界映画全史 (Histoire générale du cinéma)』（1950年）やジャン・ミトリの『Histoire du cinéma』（1965年）ではレオン・ブリーの名は無視されているが、その後の書籍では、彼の特許 (n°219 350) を踏まえた言及がなされるようになっている。彼は、リュミエール兄弟よりも一足早く、古代ギリシア語やラテン語を混ぜた名称でこの仕組みを呼ぶことを考え、ギリシア語で「運動」を意味する「κίνημα/Kínēma」と「描く」ことを意味する「γραϕή/graphê」を繋いだ。既に1891年には、トーマス・エジソンが自ら設計し「キネトグラフ (Kinetograph)」と名付けた動画を撮影するカメラの開発を、助手のウィリアム・K・L・ディクソンに委ねており、これが最初期の映画の起源となった。このキネトグラフという用語は、ラテン語のみなならず、いくつもの言語において映画を意味する言葉の元になった。「キノ (Kino)」という言葉は、ドイツ語をはじめ、ロシア語、多数の言語において、映画（ないし映画館）を意味している。